# PK - Nuova era
PK - Nuova era, abbreviato in PKNE, è una serie di storie a fumetti di fantascienza incentrata sul personaggio immaginario di Paperinik, facente seguito alla serie PK², che a partire dal 2014 viene pubblicata sul settimanale Topolino, mentre dal 2019 fino al 2024 è stata anche sviluppata parallelamente in ulteriori cicli narrativi stampati su dei cartonati rigidi di grandi dimensioni chiamati Topolino Fuoriserie.

## Storia editoriale
Nel 2014, la Disney Italia iniziò la pubblicazione di nuove storie dell'universo PK sul settimanale Topolino che costituiscono il seguito delle trame raccontate nelle prime due serie. Nelle storie di questa quarta serie si fondano la versione supereroistica del personaggio - come caratterizzata nelle prime tre serie a fumetti - con l’universo classico dei personaggi di Paperopoli. A volte appaiono personaggi classici come Zio Paperone, Paperoga, Gastone e Rockerduck e, mentre nelle altre serie dovevano restare mondi separati per una scelta editoriale, in questa serie compare spesso anche il suo alter ego Paperino nella sua caratterizzazione classica, con riferimenti alla sua infanzia alla fattoria di Nonna Papera e alla vita domestica con i cari nipotini Qui, Quo e Qua. Il ciclo è noto informalmente come PKNE, acronimo di PK - Nuova era (o in inglese PK - New Era) e comprende vari cicli di storie successivamente raccolti in volumi monografici dal 2015 nella collana Topolino Limited De Luxe Edition.

## Trama
Molti anni dopo i fatti narrati in PK², dopo che Everett Ducklair aveva spento Uno e aveva lasciato la Terra per far ritorno sul pianeta Corona, Paperino non è più l'alter-ego di Pikappa da molto tempo, ma è obbligato a ritornare a esserlo quando gli Evroniani tornano a minacciare la Terra. Viene affiancato da una nuova intelligenza artificiale, il Custode della Camera Omega, che non nutre grande fiducia in lui. Durante la battaglia finale Pikappa è costretto a sacrificare la Ducklair Tower, perdendo tutto il supporto della tecnologia Ducklair, ma riuscendo a sconfiggere gli alieni con l'aiuto di Odin Eidolon e del Razziatore.
Per questo motivo nell'avventura successiva deve affrontare una calamità temporale facendo affidamento solo sulle sue forze e sull'abilità di Lyla Lay. Tuttavia la Torre non è stata distrutta, ma è stata teletrasportata nell'universo pentadimensionale di Everett Ducklair, creato per essere la prigione del temibile Moldrock, colui che domina il Raggio Nero, in precedenza sovrano del pianeta Corona esiliato in questa dimensione a seguito di un colpo di stato guidato da Ducklair stesso. Pikappa entra in questa dimensione grazie a un varco aperto dai guardiani artificiali della torre, i gargoyle Raksaka e Thala, ma nel riportare la Ducklair Tower a Paperopoli, il Custode Omega e Pikappa inavvertitamente portano con sé anche Moldrock, che ha assunto le sembianze di Raksaka. 
Qualche tempo dopo, si scatena una bufera di neve, per via del fatto che il Sole sta venendo prosciugato dai misteriosi En'tomek, dei robot/alieni che usano come fonte energetica le stelle: prima di arrivare al Sole insieme al planetoide imperiale di Evron, erano arrivati a Nuova Xerba, avevano prosciugato Xadhoom, invertendo la sua trasformazione in una stella e restituendole le sue sembianze originali, e l'avevano presa con sé. Guidati dai ricordi estratti dalla memoria della xerbiana priva di coscienza, avevano raggiunto il nostro sistema solare. Pikappa, raggiunto il planetoide conteso fra i superstiti evroniani e gli En'tomek, si spaccia per un Arcimaresciallo Evroniano e fa risvegliare Xadhoom perché possa tornare a casa. Nel corso dell'avventura Xadhoom e Pikappa vengono assistiti da Porphioloon, il primo evroniano buono, nato per errore, e riescono a salvarlo dalla distruzione del planetoide, riportando la sua spora alla Ducklair Tower.
Tempo dopo, Moldrock e i suoi guerrieri, che si erano messi sulle tracce di Everett Ducklair devastando l'eremo di Dhasam-Bul, tornano in scena minacciando di distruggere Paperopoli, e Pikappa forma una squadra con l'ex nemico Trauma e i predoni Grozsnaz, prigionieri del pianeta-prigione evroniano detto Il Pozzo. La spedizione di Pikappa sul pianeta artificiale gli consente inoltre di essere rintracciato da Uno e da Everett Ducklair, il cui contributo si rivela decisivo nello scontro con Moldrock: Everett infatti gli rivela di averlo salvato, confinandolo nell'universo pentadimensionale, a prezzo del proprio esilio da Corona, la cui popolazione aveva deliberato l'esecuzione dell'ex-tiranno. 
In seguito alla vittoria Everett Ducklair torna a Dhasam-Bul con i monaci mentre Uno ritorna a essere un valido alleato di Pikappa, come ai vecchi tempi.
Successivamente, il Razziatore appare nella Paperopoli del XXI secolo per avvertire Paperino di un'anomalia temporale. Mentre i due si dirigono alla Ducklair Tower, sono attaccati da una creatura in grado di sopraffarli, che si rivela essere un drakariano. Uno avverte Everett Ducklair, che torna da Dhasam-Bul e spiega la situazione a Pikappa e al Razziatore: nel corso dei suoi studi, Everett aveva scoperto un modo per consumare la materia oscura che divide il nostro universo dal resto del multiverso ricreando artificialmente il Raggio Nero di Moldrock. Temendo le implicazioni, aveva abbandonato la ricerca, che ora è stata ripresa da sua figlia Korinna, diventata Prima Consigliera Scientifica di Corona, con il sostegno della sorella Juniper, diventata Regina del pianeta. Korinna ha costruito un'immensa stazione spaziale, Ultima, per applicare il processo su larga scala e squarciare il varco per il multiverso per poter conquistare i mondi che si trovano oltre il varco, ma questo rischia di mettere in pericolo la stabilità dell'universo stesso. Così, Pikappa, il Razziatore ed Everett partono per Corona, decisi a distruggere Ultima. Juniper e Korinna scoprono il loro piano e, nello scontro che segue, il Custode della Camera Omega rivela di essere sempre stato al servizio delle due ragazze, che lo avevano riprogrammato prima di lasciare la Terra. Everett scopre che la chiave per alimentare Ultima è l'energia vitale di Moldrock, così decide di salvarlo dalla camera dov'è imprigionato, ma Moldrock decide di servirsi di Ultima per portare avanti il progetto di Korinna, prendendo in ostaggio lei e Juniper. Uno affronta il Custode, riuscendo a ripristinare il suo programma originale. Pikappa sconfigge Moldrock e Korinna ne approfitta per attivare la stazione spaziale, che però collassa: mentre tutti fuggono, Korinna e il Custode cercano di impedire il disastro, ma la stazione viene inghiottita dal varco portando con sé la ragazza. Everett sceglie di restare su Corona per ricominciare una nuova vita insieme a Juniper.

## Citazioni
- Potere e potenza (PKNE #1) è ispirato da una miniserie a fumetti e dal film X-Men - Giorni di un futuro passato, in quanto la trama ruota attorno a un futuro postapocalittico che viene scongiurato dal viaggio indietro nel tempo di un personaggio (il Razziatore) per salvarne un altro (Pikappa) e quindi cambiare il corso della storia scongiurando la catastrofe.
- Ne Il Raggio Nero (PKNE #3) il Custode della Camera Omega indossa un'armatura per poter uscire dalla Ducklair Tower e combattere, e a un certo punto si trasforma in una specie di aeromobile molto simile alla Mach Patrol di Haran Banjo, il giovane pilota di Daitarn 3.
- Droidi (PKNE #7) è fortemente ispirato al film Blade Runner. Già nella precedente apparizione di Tyrrel Duckard (La fine della storia) erano evidenti i riferimenti a Blade Runner; qui, però, le citazioni alla pellicola di Ridley Scott sono molto più numerose ed esplicite, rendendo di fatto l'intera storia un omaggio in chiave Disney-PK al celebre film. Identiche sono la trama di base (la caccia a un gruppo di droidi fuggiti per incontrarsi col loro progettista) e l'ambientazione in una città del futuro, cupa, piovosa e con una popolazione in gran parte orientale. Sia Tyrrel che Pikappa, in modi diversi, ricordano Rick Deckard, il protagonista del film. Il primo gli assomiglia per il nome, per l’abbigliamento e la determinazione sul lavoro, ed è come lui un poliziotto divenuto investigatore privato; il secondo ha in comune con lui i lati più introspettivi e ribelli del carattere. Nel finale, si scopre che PK era un droide senza saperlo. Molti fan, e lo stesso regista del film, hanno avanzato l’ipotesi che, a sua insaputa, anche Rick Deckard fosse un droide come le sue prede. Altre analogie di carattere si possono trovare fra Leonard Vertighel, Niander Wallace e lo scienziato J.F. Sebastian dei film. Si intuisce che proprio l’incontro con Zyba sarà all'origine della morbosa passione di Vertighel per i droidi di sesso femminile. Le barchette di carta che PK piega ripetutamente nel corso della storia rimandano agli origami di cui si diletta Gaff, il partner di Deckard nel film. Anche il famoso monologo finale del defunto Roy Batty è riecheggiato in una battuta di Tyrrel: «Ci tengo ai miei ricordi! Con tutto quello che ho visto... Non lo immagini neppure!». La locandina della ristampa di Topolino Limited De Luxe Edition (Disney De Luxe) è direttamente ispirata alla locandina del film (sul DVD di The Final Cut) e del suo sequel Blade Runner 2049, mentre l'altra locandina della seconda ristampa nella stessa collana è proprio ispirata alla locandina dello stesso primo film sulla VHS.